# Efekt Kirkendalla
Efekt Kirkendalla – efekt dyfuzyjny odkryty w 1947 roku przez amerykańskiego metalurga i chemika Ernesta Kirkendalla (1914–2005). Początkowo nie został zbyt gorąco przyjęty z powodu obalenia silnie zakorzenionych teorii.

## Opis doświadczenia

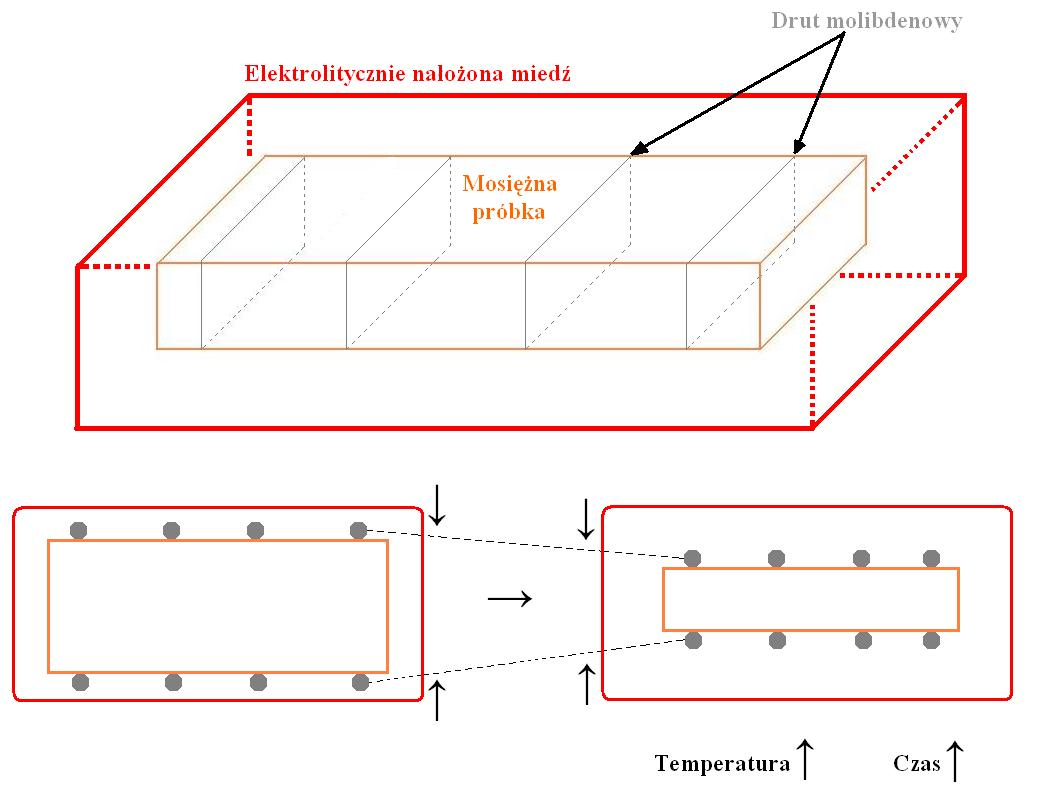
Graficzne przedstawienie podstawowej idei doświadczenia Kirkendalla i jego konsekwencji

Powszechnie uważano, że współczynnik dyfuzji D stopu będzie wypadkową współczynników dyfuzji D poszczególnych jego składników. Ernest Kirkendall i Alice Smigielskas wykonali doświadczenie polegające na zbadaniu wzajemnej dyfuzji atomów miedzi i cynku. Do tego celu przygotowany został prostokątny pręt mosiężny owinięty cienkim molibdenowym drutem, na który została elektrolitycznie nałożona warstwa miedzi. Drut molibdenowy pełnił rolę wskaźnika zmian, gdyż nie tworzył on z miedzią oraz cynkiem roztworów stałych. Przygotowaną parę dyfuzyjną poddano zabiegowi wyżarzania w wysokiej temperaturze. Stwierdzono i określono wielkość przesunięcia molibdenowych wskaźników. Odległość między płaszczyznami, na których znajdowały się wskaźniki były mniejsze, niż przed wygrzaniem próbki.
Efekt Kirkendalla można było tylko wyjaśnić, stawiając tezę o różnicy współczynników dyfuzji poszczególnych pierwiastków. Stwierdzono, że strumień atomów JZn cynku z mosiądzu do miedzi był większy, niż strumień atomów JCu miedzi dyfundujących do mosiądzu
{\displaystyle D_{Zn}>D_{Cu}}
{\displaystyle J_{Zn}>J_{Cu}}

## Następstwa efektu
- Opracowanie nowej teorii wakansyjnego mechanizmu dyfuzji.
- W wysokich temperaturach różnica w strumieniach atomów w jedną stronę po pewnym czasie objawiała się pojawieniem się porów i deformacją makroskopową materiału.